# Afro-punk
Afro-punk (às vezes escrito afro-punk, afropunk ou afropunk) refere-se à participação de afro-americanos e de outros negros em subculturas punk e alternativas, especialmente nos Estados Unidos, onde essa cena era predominantemente branca.

## História
O termo se originou no documentário Afro-Punk de 2003, dirigido por James Spooner.
No início do século XXI, os afro-punks compunham uma minoria na cena punk norte-americana.
Death, Pure Hell, Bad Brains, Suicidal Tendencies, Dead Kennedys, Fishbone, 
Notáveis bandas que podem ser ligadas à comunidade afropunk incluem: Death, Pure Hell, Bad Brains, Suicidal Tendencies, Dead Kennedys, Wesley Willis Fiasco, Suffrajett, The Templars, Unlocking the Truth e Rough Francis. No Reino Unido, músicos negros influentes associados à cena punk do final da década de 1970 incluíam Poly Styrene da X-Ray Spex, Don Letts e Basement 5. O afro-punk se tornou um movimento comparável ao início do movimento hip hop dos anos 80. O  Afropunk Music Festival foi fundado em 2005 por James Spooner e Matthew Morgan.
"Nos seus 15 anos de existência, o Afropunk conseguiu curar um ambiente que só pode ser descrito como um refúgio etéreo e momentâneo para pessoas negras de todos os cantos e fendas da diáspora - e este ano não foi diferente. O festival convida explicitamente as pessoas para vir e ser quem eles são, vestir o que vestirem e dançar como eles dançam. Era um espaço em branco para se enlouquecer - e enlouquecerem eles o fizeram. "-GQStyle
"O AFROPUNK se tornou um ato radical de autocuidado - uma demanda realizada de espaços seguros para pessoas de cor". -TeenVogue
"Os músicos do AFROPUNK estavam lá não apenas para cantar e fazer rap, mas para celebrar e dar voz às comunidades de diferença. Essa dupla responsabilidade é exatamente o que separa o AFROPUNK de outros festivais de música comuns nos Estados Unidos." - Noisey

O afropunk tornou-se um movimento comparável aos sub-movimentos do punk como o movimento da comunidade gay conhecido como queercore, e o das mulheres conhecido como Riot Grrrl.

## Festivais
O AfroPunk tem festivais em 5 locais. O Brooklyn AfroPunk Festival de 2019 aconteceu nos dias 24 e 25 de agosto. O Atlanta AfroPunk acontecerá nos dias 12 e 13 de outubro. Também haverá festivais em Londres, Paris e Joburg. A formação para os festivais varia dependendo da localização, mas inclui artistas como Jill Scott, Anderson Paak, FKA Twigs, Leon Bridges, Danny Brown, Smino, Tierra Whack, Earth Gang e Kamasi Washington, Santigold, Fever 333, Leikeli47, Mahalia e muito mais.